# St Peter’s Church (Daliburgh)

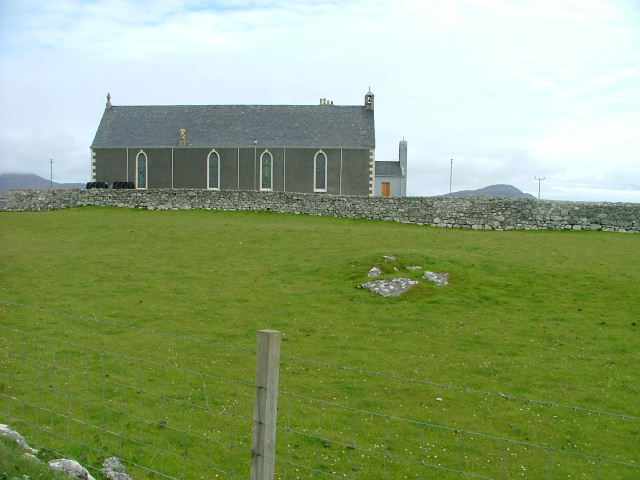
Westansicht der St Peter’s Church

Die St Peter’s Church ist ein römisch-katholisches Kirchengebäude auf der schottischen Hebrideninsel South Uist. 1980 wurde das Gebäude in die schottischen Denkmallisten in der Kategorie C aufgenommen.

## Geschichte
Die St Peter’s Church wurde im Jahre 1868 errichtet. 1876 wurde ein Schulgebäude ergänzt. Das vom schottischen Architekten Alexander Ross entworfene Gebäude entspricht weitgehend seinem Standardmodell, das auch an anderen Standorten auf den Äußeren Hebriden zu finden ist. Eine Sakristei wurde 1907 hinzugefügt.

## Beschreibung
Die Kirche steht am Westrand der Siedlung Daliburgh im Südwesten der Insel. Mit der Daliburgh Church befindet sich auch ein presbyterianisches der Church of Scotland Kirchengebäude in der Ortschaft, das einst von der Free Church erbaut wurde. Der Körper der schlicht ausgestalteten, länglichen Saalkirche ist vier Achsen weit. Ihre Fassaden sind mit Harl verputzt, wobei die farblich kontrastierenden Ecksteine und Einfassungen abgesetzt sind. Sämtliche Fensteröffnungen sind spitzbogig und mit schlichten Schlusssteinen ausgeführt. Das abschließende Satteldach ist schiefergedeckt. Auf dem Südgiebel sitzt ein kleiner Dachreiter. Am Südgiebel tritt ein kurzer Vorbau heraus, oberhalb dessen eine Fensterrose eingelassen ist. An der Nordseite tritt aus der Ostfassade die Sakristei heraus.